# گمینا شدلتسه
گمینا شدلتسه (به لهستانی:  Gmina Siedlce) یک گمینا در لهستان است که در شهرستان شدلتسه واقع شده‌است. گمینا شدلتسه ۱۴۱٫۵۴ کیلومتر مربع مساحت و ۱۷٬۵۰۶ نفر جمعیت دارد.